# Winter/Hoerbelt

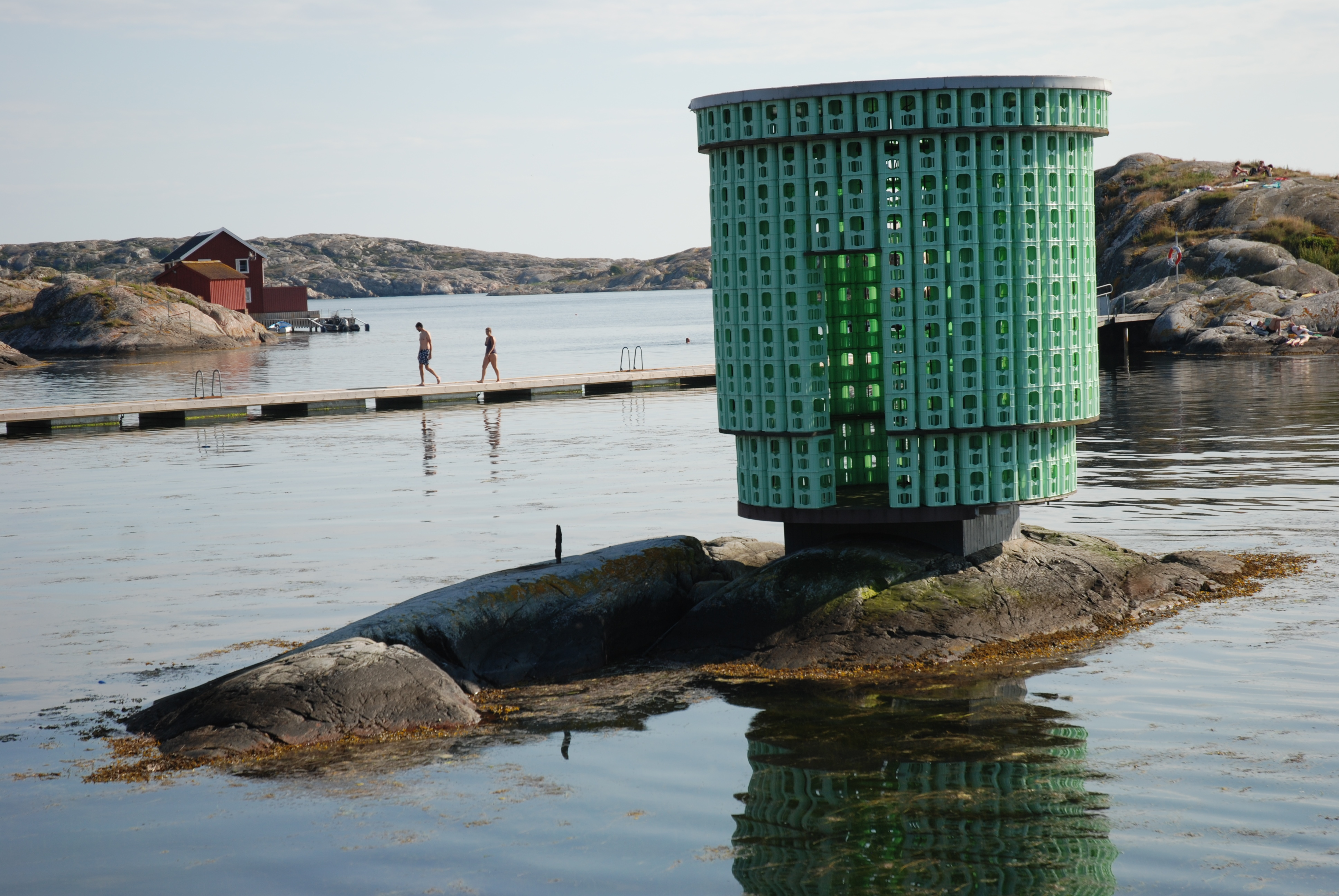
Projekt Fyren utanför Nordiska akvarellmuseet i Skärhamn

Winter/Hoerbelt är en tysk konstnärsduo, som består av skulptörerna Wolfgang Winter och  Berthold Hörbelt. 
Samarbetet har pågått sedan 1992 och är mest känt för installationer och skulptur utomhus. Konstnärsduon har framför allt experimenterat med byggnadskonstruktioner i ansenlig storlek av staplade plastbackar för flaskor. I Sverige har de gjort sådana konstruktioner i form av ett hus på Umedalens skulpturpark och i form av en fyr på en liten kobbe alldeles utanför Nordiska Akvarellmuseet i Skärhamn. De ihåliga pastbackarna ger förutom rymdeffekter också dramatiska ljuseffekter, antingen genom naturligt solljus eller genom i konstruktionen inbyggda konstgjorda ljuskällor.

## Offentliga verk i urval
- Kastenhaus, plastbackar och stål, 2000 [1]
- Projekt Fyren, gröna plastbackar och stål, utanför Nordiska akvarellmuseet i Skärhamn